# Apecchio
Apecchio (Apéch nell'idioma locale gallo-piceno) è un comune italiano di 1 677 abitanti della provincia di Pesaro e Urbino nelle Marche.

## Geografia fisica
Il comune di Apecchio è situato in Provincia di Pesaro e Urbino sull'Appennino umbro-marchigiano, al confine tra Marche e Umbria ed è attraversato dai fiumi Biscubio e Menatoio.
Il rilievo dominante è quello di Monte Nerone 1526 m s.l.m. Il territorio è caratterizzato da una morfologia contrassegnata da medie colline ricoperte da estesi boschi che si alternano a prati, solcati da profonde vallate dove scorrono numerosi corsi d'acqua alcuni di tipo sulfureo.
Nel territorio si trova l'enclave di Monte Ruperto, parte del comune di Città di Castello (PG).

## Storia
I segni lasciati dal passato fanno ipotizzare la presenza di insediamenti celti, etruschi, umbri, romani, ma sicuramente le testimonianze più evidenti provengono dal medioevo.
Il primo documento scritto riguardo ad Apecchio risale al 1077 e testimonia il dominio su di essa del vescovo-conte di Città di Castello. Il controllo da parte della città umbra perdurò fino al secolo XIII, quando dopo lunghe lotte prevalse sulla cittadina la famiglia degli Ubaldini della Carda, proveniente dal vicino castello di Carda, alle pendici del monte Nerone e imparentati con gli Ubaldini di Montaccianico (il principale e forte castello della famiglia) signori del Mugello. Questa nobile casata fece entrare la cittadina nel ducato di Urbino mantenendo per sé il diretto controllo su di essa.
Nel 1514 il territorio di Apecchio , riconosciuto feudo imperiale, fu elevato al titolo di contea dal duca di Urbino e retto con leggi proprie fino al 1752, quando il ramo maschile degli Ubaldini si estinse con Federico II (1745-52). Dal 1723 sono acquisiti per debiti i feudi del ramo degli Ubaldini di Baciuccheto con Montevicino, Fagnille, Pietragialla e Montefiore. Nel 1752 la Santa Sede riprese il diretto controllo sul territorio, occupandolo rapidamente, fatta eccezione durante l'occupazione francese in età napoleonica, fino all'unità d'Italia.

## Conti reggenti
Gerolamo Ubaldini 1514-1558; Gentile 1514-1532; Giulio -1536 
Guidantonio II 1558-1583; Federico -1563; Antonio Maria (1555)
Giovan Battista -1745
Federico II 1745-1752.

## Monumenti e luoghi d'interesse

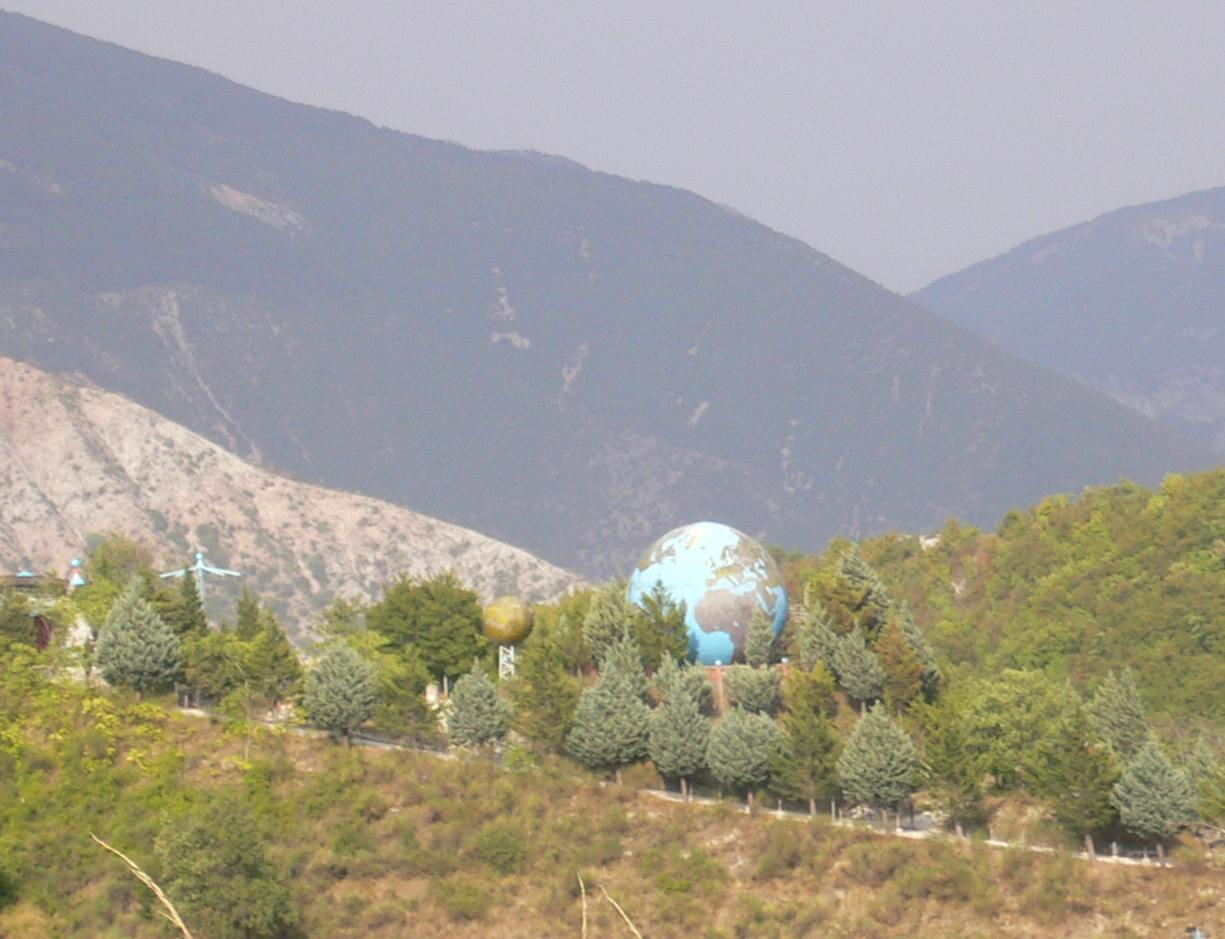
Globo terrestre e lunare realizzati in legno

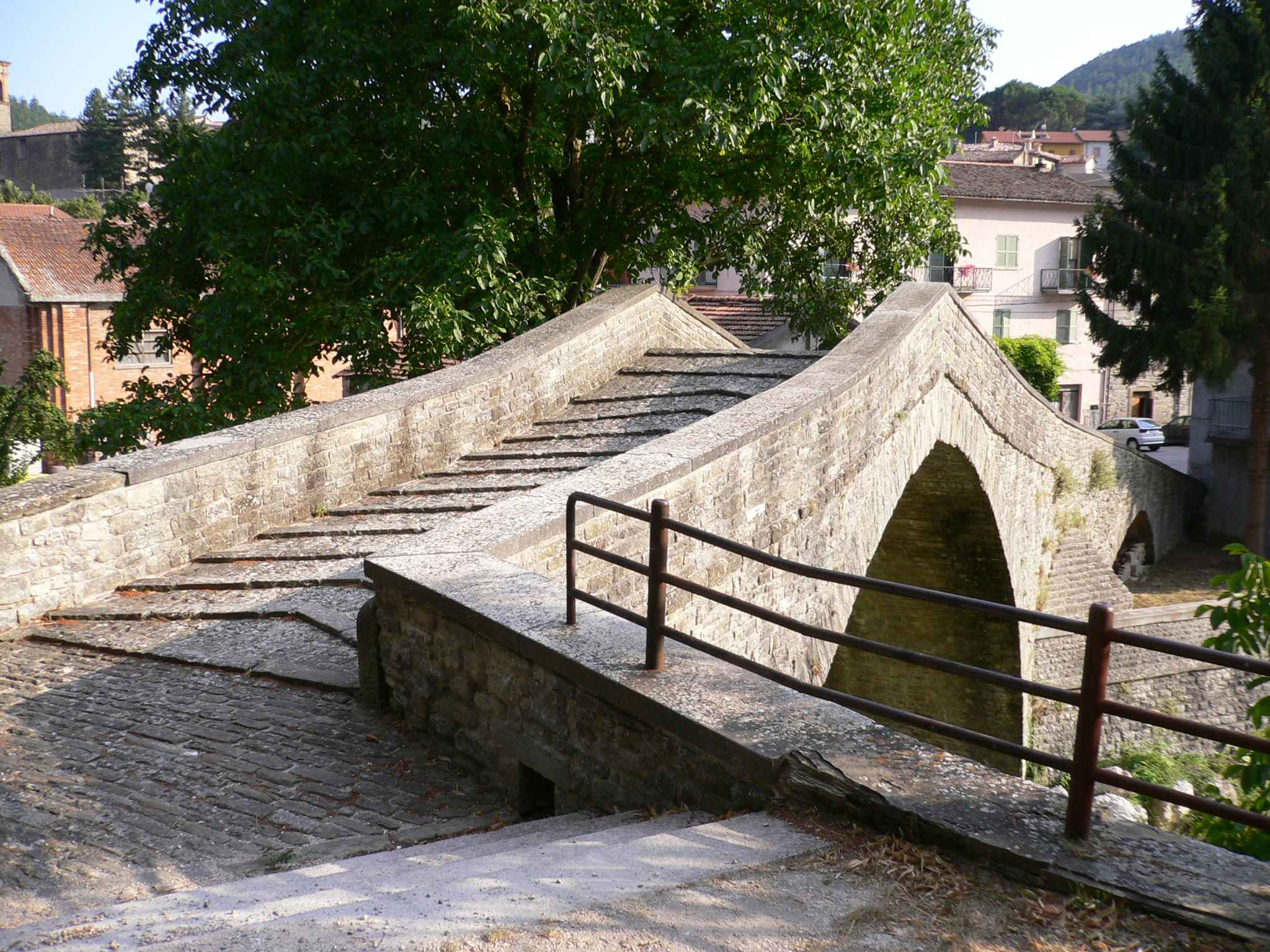
Ponte medioevale

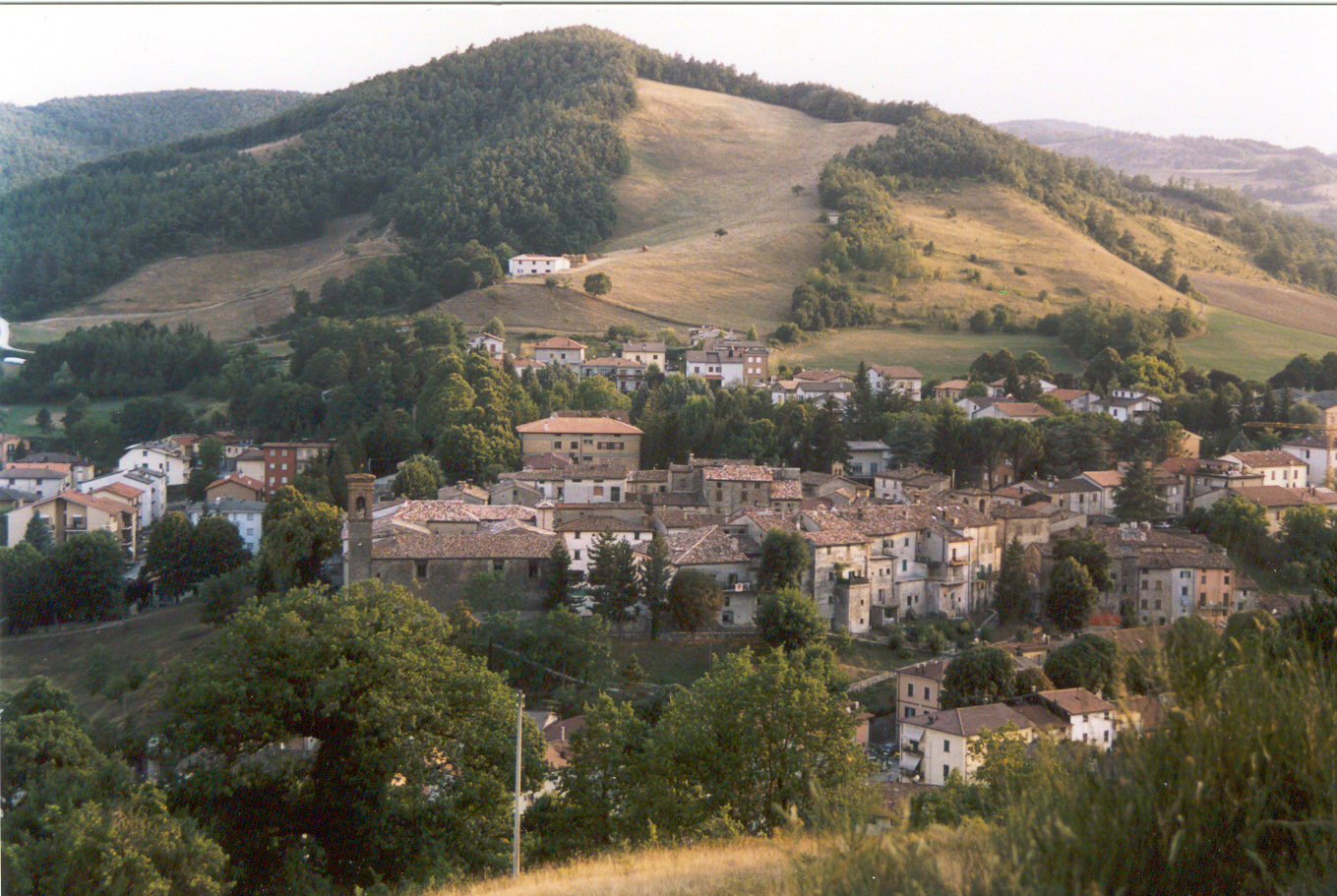
Panorama

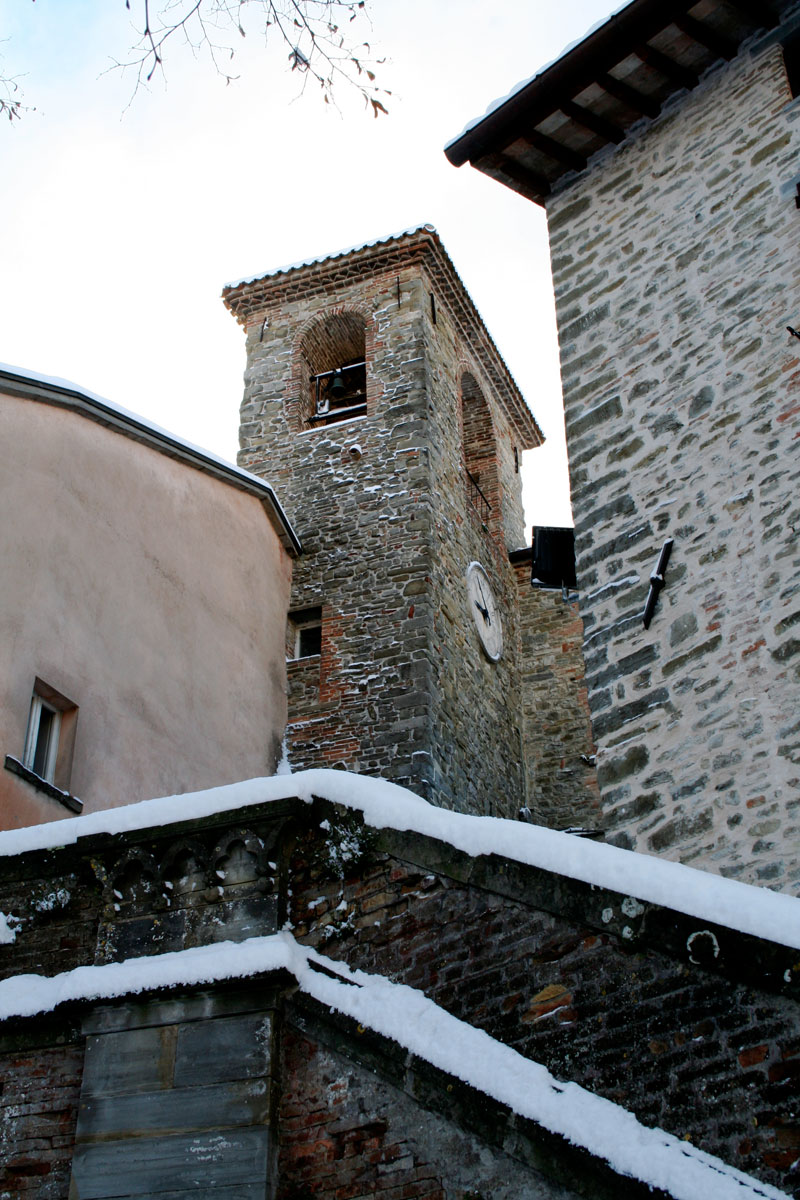
Torre campanaria

Al centro del paese si possono notare le testimonianze lasciate dai conti Ubaldini, il palazzo iniziato ad edificare su progetto di Francesco di Giorgio Martini nel 400; attorno si trovano altri palazzi gentilizi di epoca rinascimentale, abitate dalle famiglie nobili del tempo.
- Il campanone, una torre campanaria con orologio risalente al XV secolo che con la sua imponenza costituisce tutt'oggi l'ingresso principale al castello, sopra l'arco si nota lo stemma della famiglia ubaldini.
- Palazzo Ubaldini, gravemente danneggiato da un terremoto nel 1781 e dalla costante usura del tempo, grazie ai recenti restauri ha recuperato parte del suo antico splendore. Di notevole pregio è il cortile quadrato del 1515 circondato da un portico su otto alte colonne dai capitelli ionici. All'interno del palazzo è allestito il museo " dei fossili e minerali del Nerone" e la sede del "Centro internazionale di studi geocartografici storici" - laboratorio di ricerca dell'Editore Ernesto Paleani.
- La chiesa di San Martino, l'interno della chiesa è ad un'unica navata, in una nicchia dietro il battistero si trova un affresco settecentesco raffigurante il Battesimo di Gesù. Ai lati dell'altare sinistro, ove sono, unitamente a quello destro, i sepolcri della famiglia Ubaldini, si trovano due leoni di pietra in stile romanico che una lapide ricorda provenire da Santa Maria Maggiore in Roma, donati da papa Clemente IX al conte Paolo Ubaldini.
- Il ponte medioevale costruito a schiena d'asino nel XIV secolo, è situato nella parte bassa del paese, sovrasta il fiume Biscubio ed anticamente era l'unica via d'accesso.
- Il quartiere ebraico. La presenza di una popolazione giudaica in Apecchio è documentata dalla fine del XV secolo. Negli statuti che il conte Ottaviano Ubaldini della Carda dette al castello di Apecchio nel 1492, sono riportati alcuni capitoli che disciplinano le attività svolte dalla piccola comunità ebraica apecchiese formata da una trentina di persone. La comunità ebraica visse ed operò in questo paese per oltre centotrent'anni, fino al 1631 quando, a seguito della devoluzione del Ducato di Urbino alla Santa Sede, gli ebrei vennero trasferiti nei ghetti di Pesaro, Senigallia e Ancona. Il vicoletto degli ebrei, lungo 28 metri e largo da un minimo di 37 a un massimo di 42 centimetri, è considerato uno dei più stretti tra quelli esistenti in Italia. Il “giro d'aria”, come veniva anche definito, delimita l'intero caseggiato di destra formato dalle abitazioni degli ebrei, dove troviamo anche il piccolo cortile dove veniva celebrata la festa delle Capanne (Sukot), la sinagoga e il forno.
- La chiesa della Madonna della vita[4], a mezza croce greca, è interessante perché conserva al suo interno un crocefisso ligneo del Quattrocento di autore ignoto oltre a dipinti del Seicento.
- Il santuario del Santissimo Crocifisso[5], un tempo Pieve di San Martino, all'interno contiene opere di rilievo, come il simulacro del seicento scolpito in legno ed un dipinto del 1607 raffigurante la Madonna del Carmelo tra i duchi Della Rovere e i conti Ubaldini oltre ad altri dipinti del seicento.
- Il teatro comunale, costruito nel 1876, è stato completamente rimodernato e riaperto al pubblico nel 1981.
- Il Mappamondo della pace, costruito da un artigiano locale nella frazione di Colombara, è un globo di 10 metri di diametro capace d'imitare la rotazione terrestre, realizzato in legno e suddiviso su tre piani. Per le sue eccezionali dimensioni (può contenere fino a 600 persone) è entrato nel Guinness dei primati.
- Resti del Castello della Carda[6]

## Società

### Evoluzione demografica
Abitanti censiti

### Etnie e minoranze straniere
Secondo i dati ISTAT al 1º gennaio 2021 la popolazione straniera residente era di 183 persone e rappresentava il 10,5% della popolazione residente. Le comunità straniere più numerose (con percentuale sul totale della popolazione straniera) erano:
1. Romania, 105 (57,38%)
2. Cina, 31 (16,94%)

## Economia
Le attività produttive locali sono l'artigianato e la piccola industria oltre allo sfruttamento dei vasti terreni boschivi per ricavarne legna da ardere.
Importante la produzione di tartufi che il paese celebra con una manifestazione all'inizio di ottobre: una Mostra Mercato a tema tartufi e birra (alogastronomia). Fa parte dell'associazione nazionale Città del Tartufo.
Il turismo negli ultimi anni ha conosciuto un notevole sviluppo, grazie alle aree naturali e alle vicine piste da sci del monte Nerone. Nel 2024, ha ottenuto la Bandiera Arancione del Touring Club Italiano.

## Amministrazione
| Periodo        | Periodo        | Primo cittadino               | Partito                            | Carica  | Note   |
| -------------- | -------------- | ----------------------------- | ---------------------------------- | ------- | ------ |
| 3 luglio 1985  | 26 maggio 1990 | Gauro Pazzaglia               | Partito Socialista Italiano        | Sindaco | [ 14 ] |
| 26 maggio 1990 | 27 aprile 1994 | Franco Biancarelli Martinelli | Lista civica                       | Sindaco | [ 14 ] |
| 4 giugno 1994  | 24 aprile 1995 | Demetrio Morganti             | Partito Democratico della Sinistra | Sindaco | [ 14 ] |
| 24 aprile 1995 | 14 giugno 1999 | Orazio Ioni                   | Centro-sinistra                    | Sindaco | [ 14 ] |
| 14 giugno 1999 | 13 giugno 2004 | Orazio Ioni                   | Lista civica                       | Sindaco | [ 14 ] |
| 13 giugno 2004 | 8 giugno 2009  | Stefano Cristini              | Lista civica                       | Sindaco | [ 14 ] |
| 8 giugno 2009  | 26 maggio 2014 | Orazio Ioni                   | Continuità e rinnovamento          | Sindaco | [ 14 ] |
| 26 maggio 2014 | 27 maggio 2019 | Vittorio Alberto Nicolucci    | C'è futuro insieme                 | Sindaco | [ 14 ] |
| 27 maggio 2019 | 10 giugno 2024 | Vittorio Alberto Nicolucci    | Lista civica                       | Sindaco | [ 16 ] |
| 10 giugno 2024 | in carica      | Vittorio Alberto Nicolucci    | Lista civica                       | Sindaco | [ 14 ] |

## Sport

### Calcio
Ad Apecchio la squadra di calcio locale milita in prima categoria, il nome è Viridissima Apecchio Calcio.